# Kim Un-hyang
Kim Un-hyang (26 de agosto de 1993) é uma futebolista norte-coreana que atua como meia.

## Carreira
Kim Un-hyang integrou o elenco da Seleção Norte-Coreana de Futebol Feminino, nas Olimpíadas de 2012. 